# 旭北
旭北（きょくほく）は秋田県秋田市にある地域名。郵便番号は010-0924他。旭北寺町、旭北錦町、旭北栄町で構成される。

## 概要
北に保戸野、西に山王、東で大町、南に旭南に接する。寺屋敷が立ち並ぶ「寺町」として知られ、久保田城防衛の要塞としても機能してきた。1663年の外町屋敷間数絵図によると、40の寺が存在していた。常陸から佐竹義宣に付いて来た鱗勝院、龍泉寺、一乗院、東清寺、土崎湊と周辺の寺内、飯島から移動してきた、「湊三か寺」大悲寺、妙覚寺、光明寺など、久保田で開かれた寺、弘願院、誓願寺、普伝寺等、大きく3種類に分類される。1886年の俵屋大火では二軒の寺が被災を免れた。近年では、歓喜寺のように郊外に移転した寺もある。商業的には、中交ホリディスクエアを核としていて、銀行の事務処理センターが立地している。

## ギャラリー

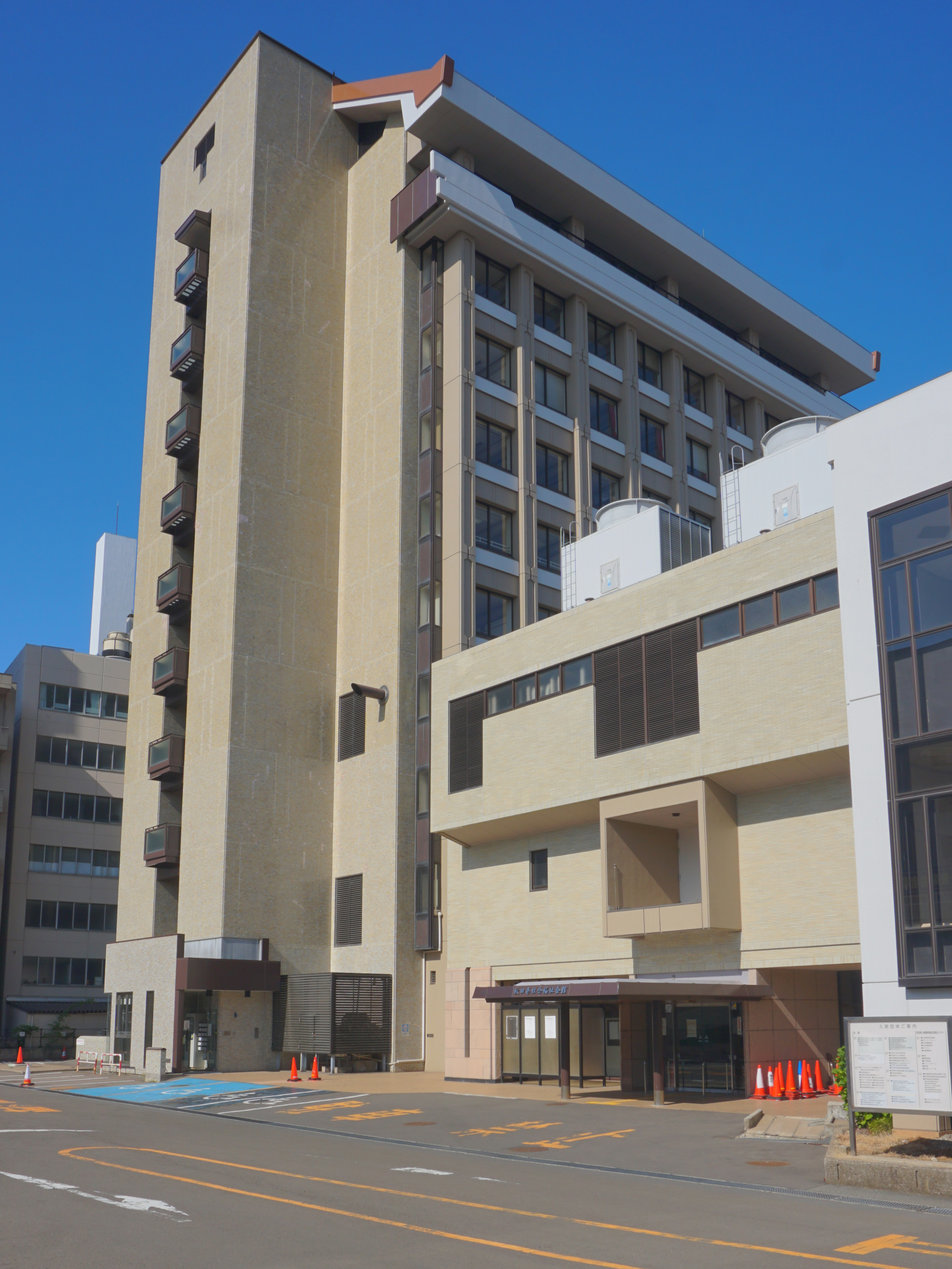
秋田県社会福祉会館
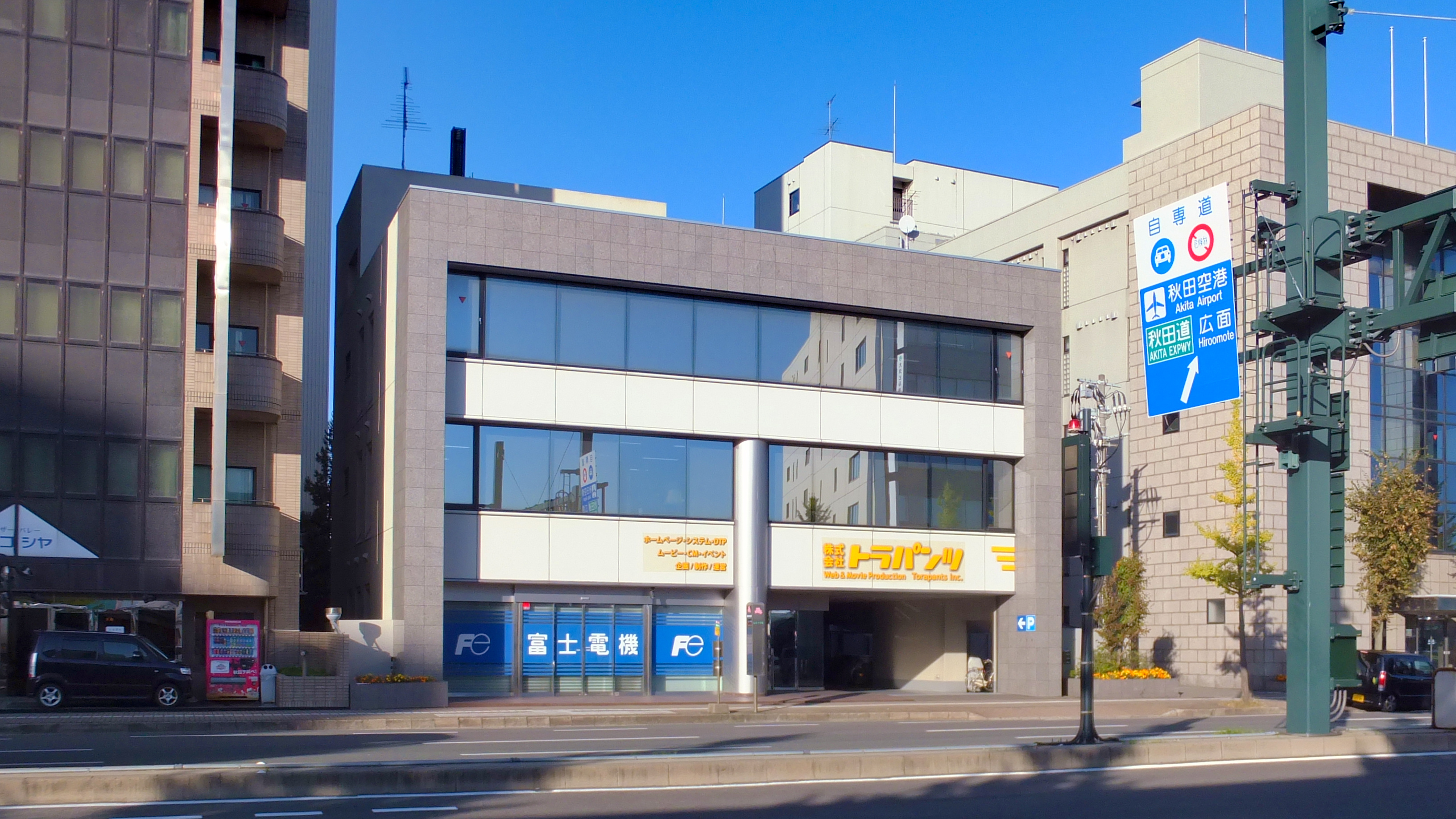
トラパンツ
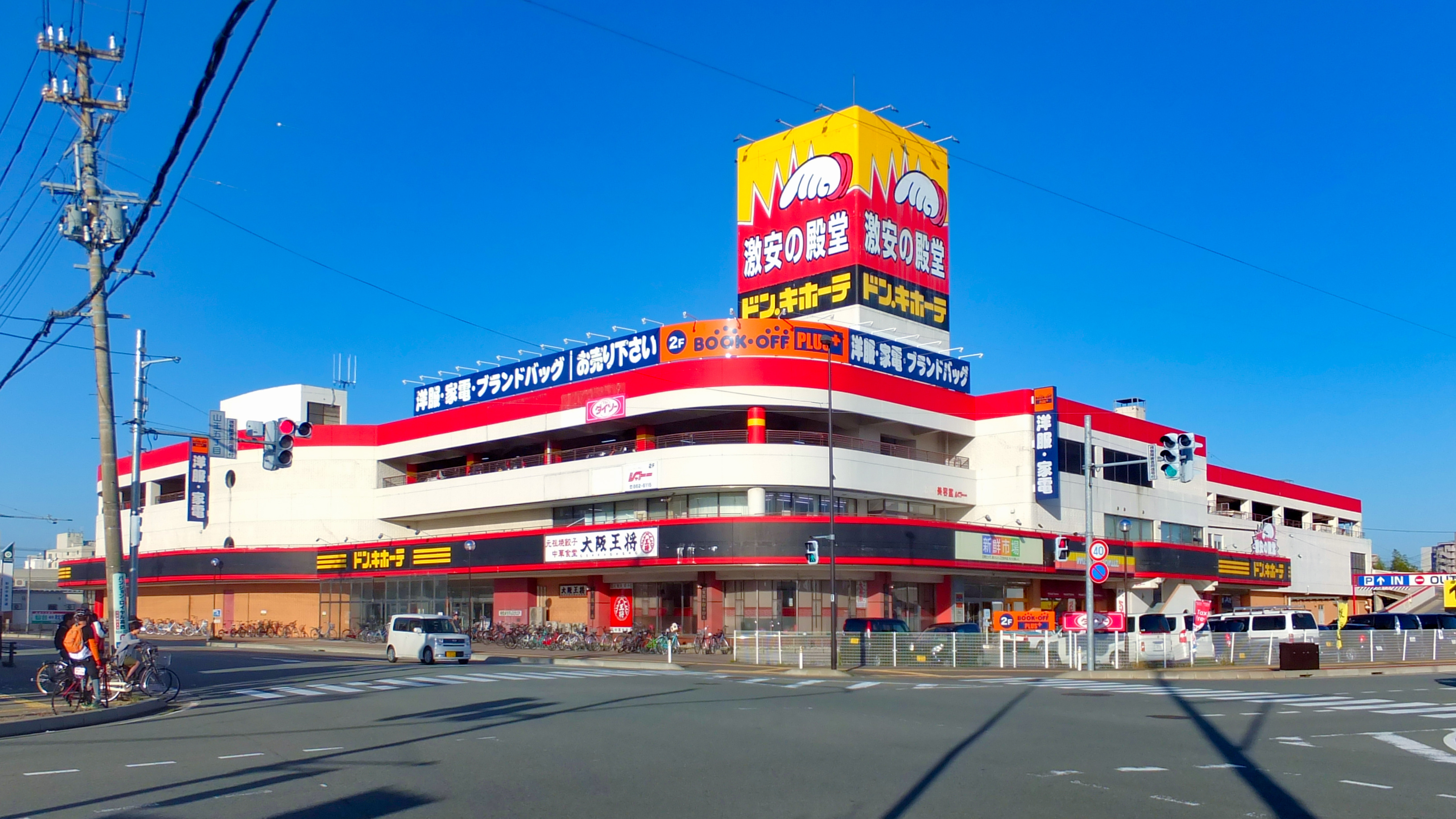
中交ホリディスクエア
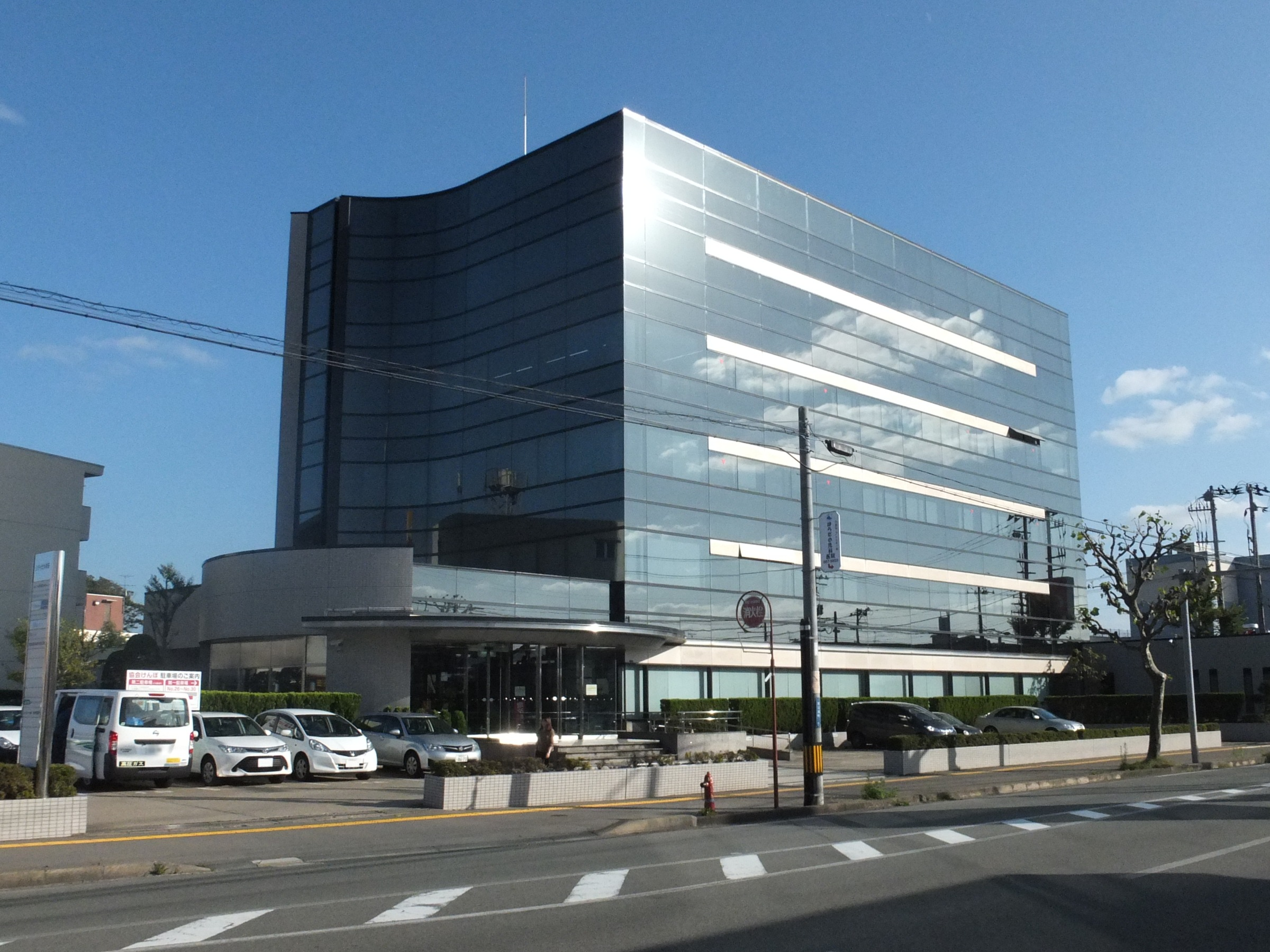
シティビル秋田
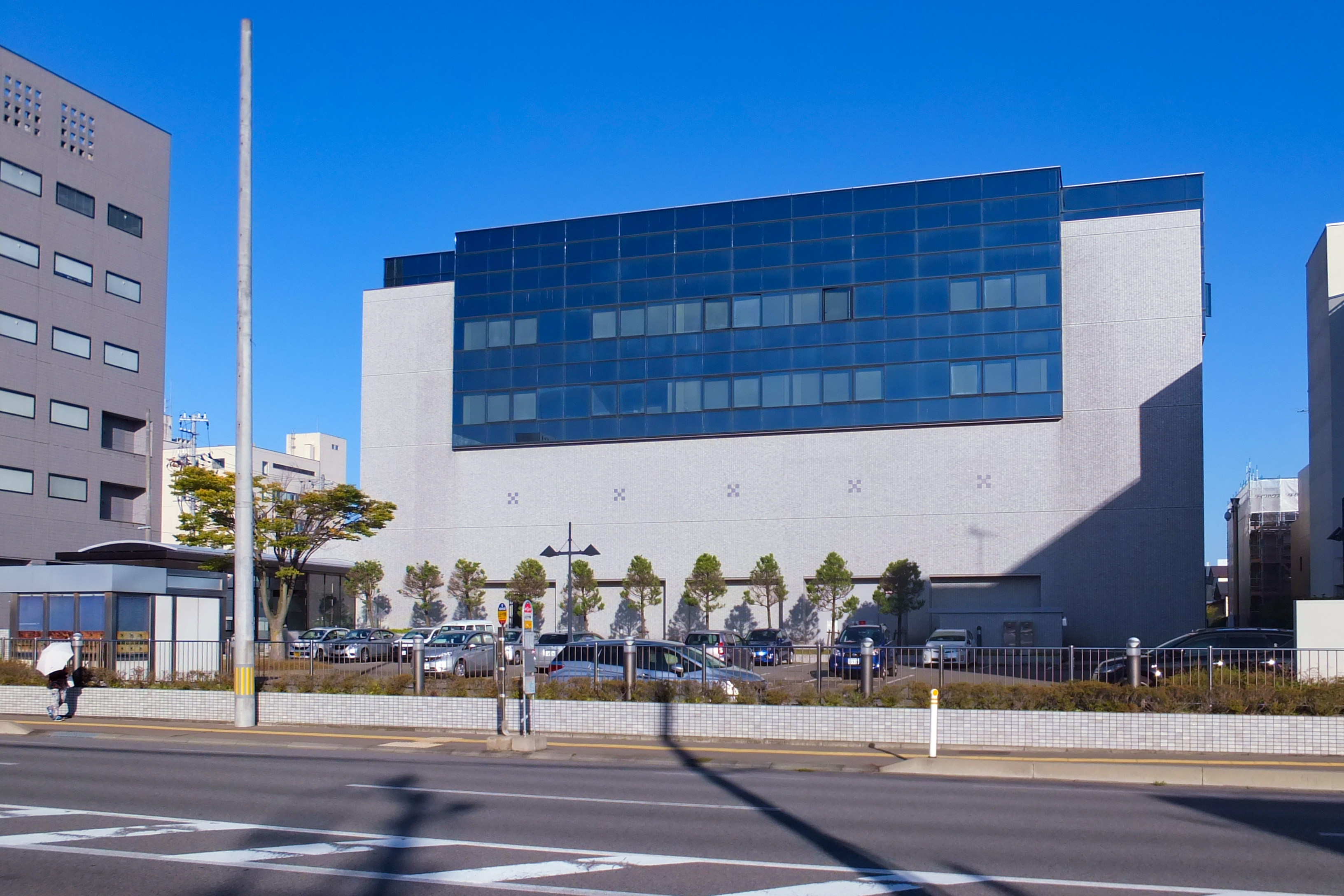
北都銀行旭北事務センター
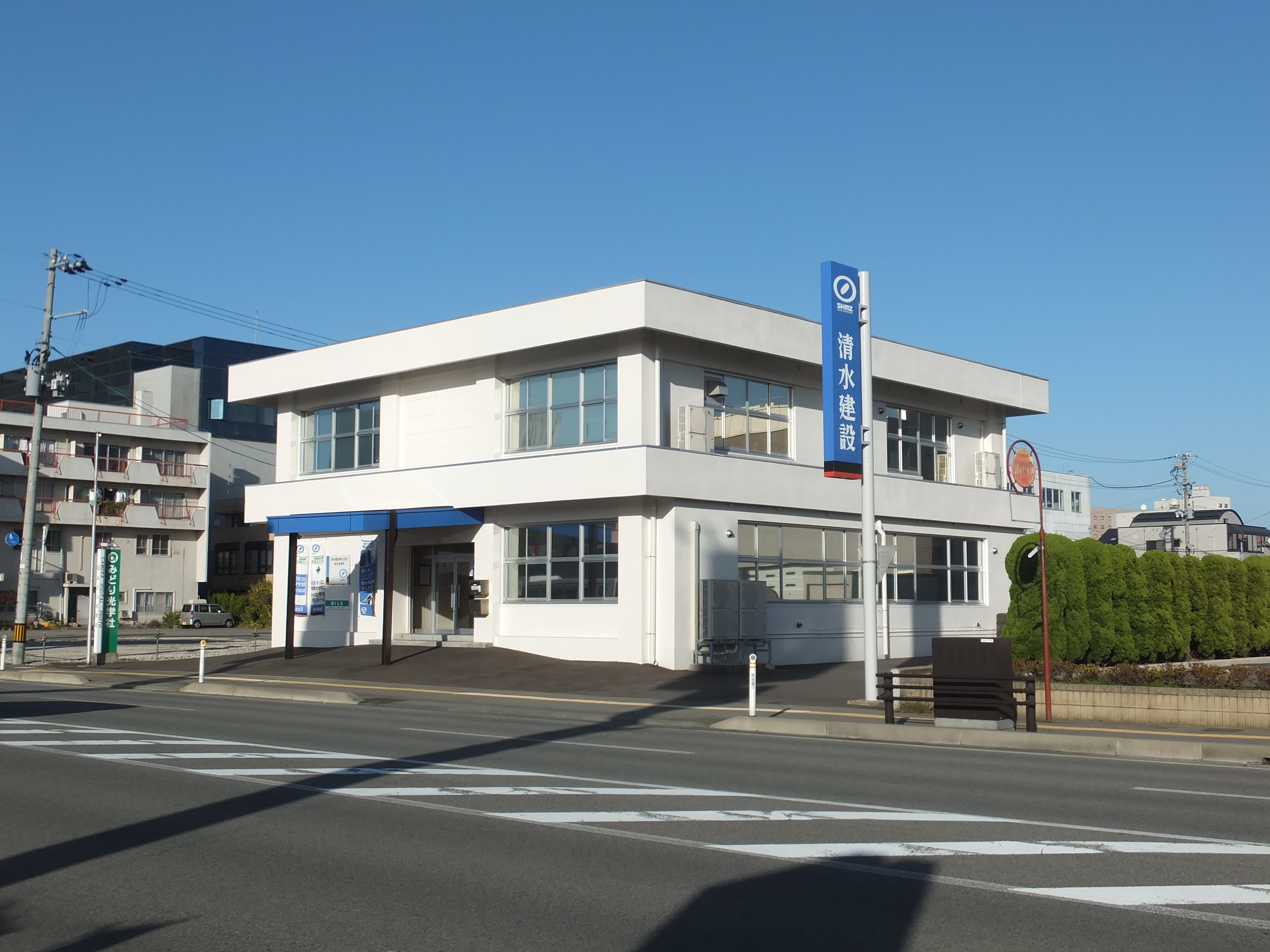
清水建設秋田営業所
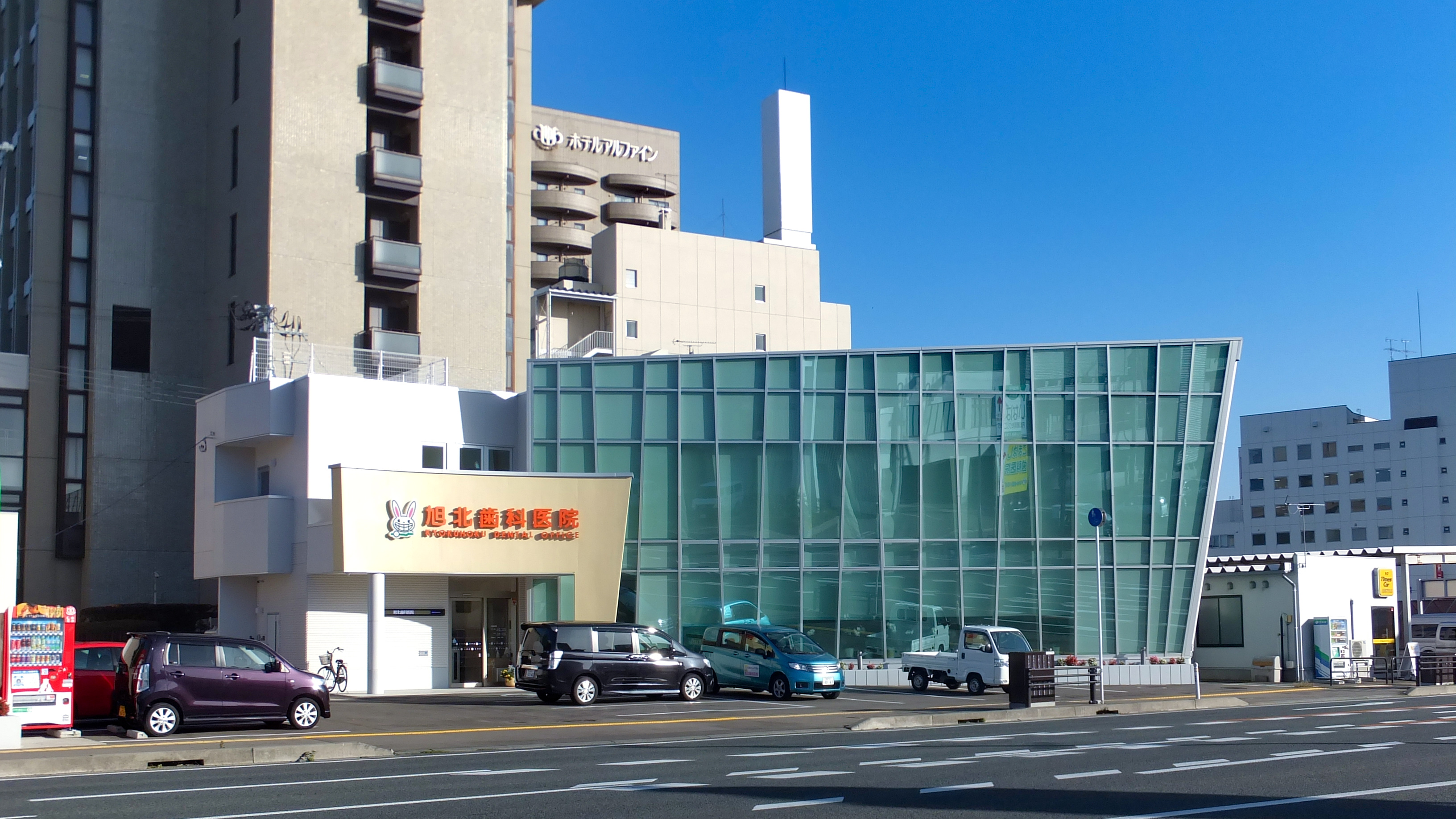
旭北歯科医院
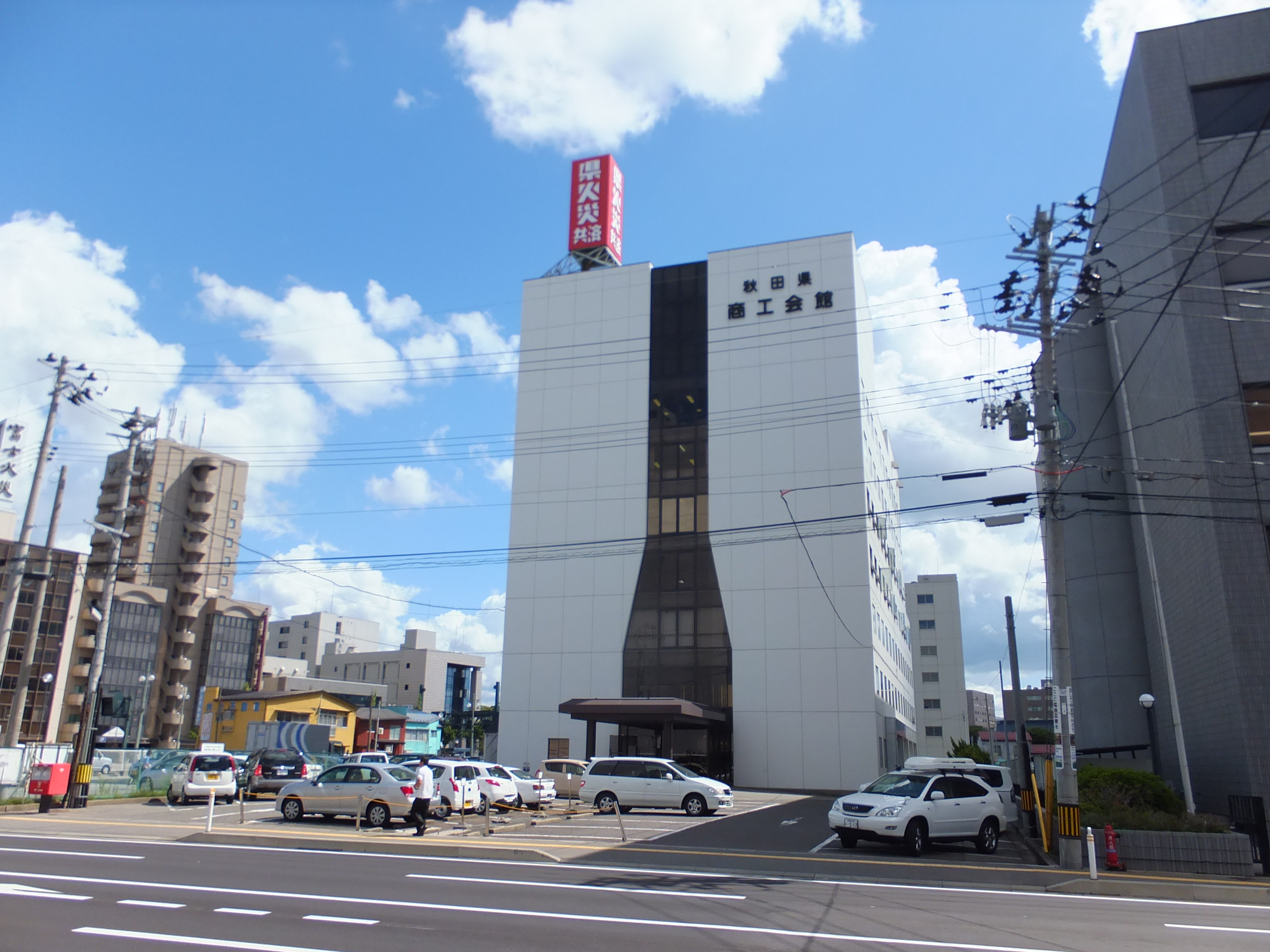
秋田県商工会館
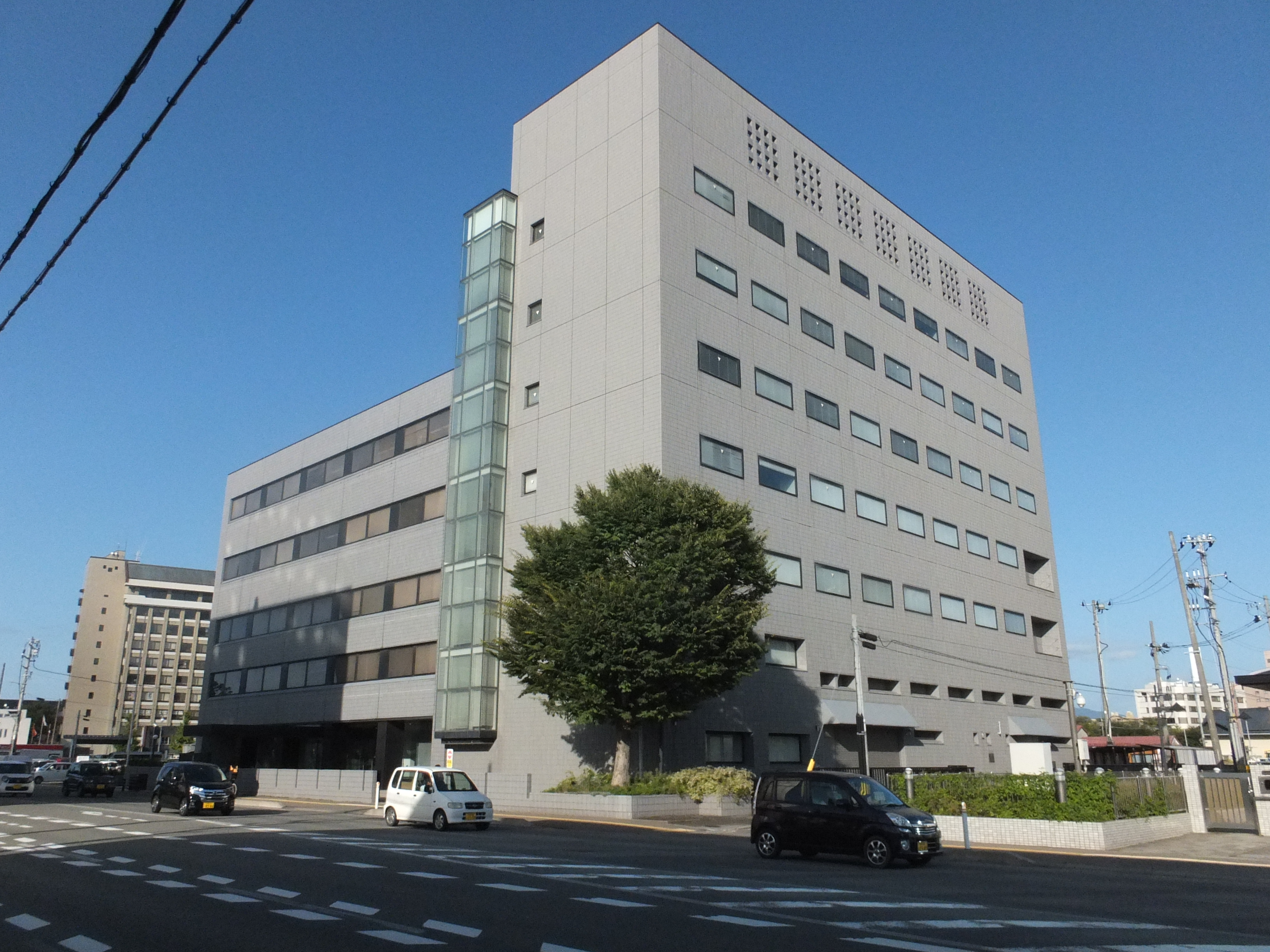
秋田銀行事務統括部
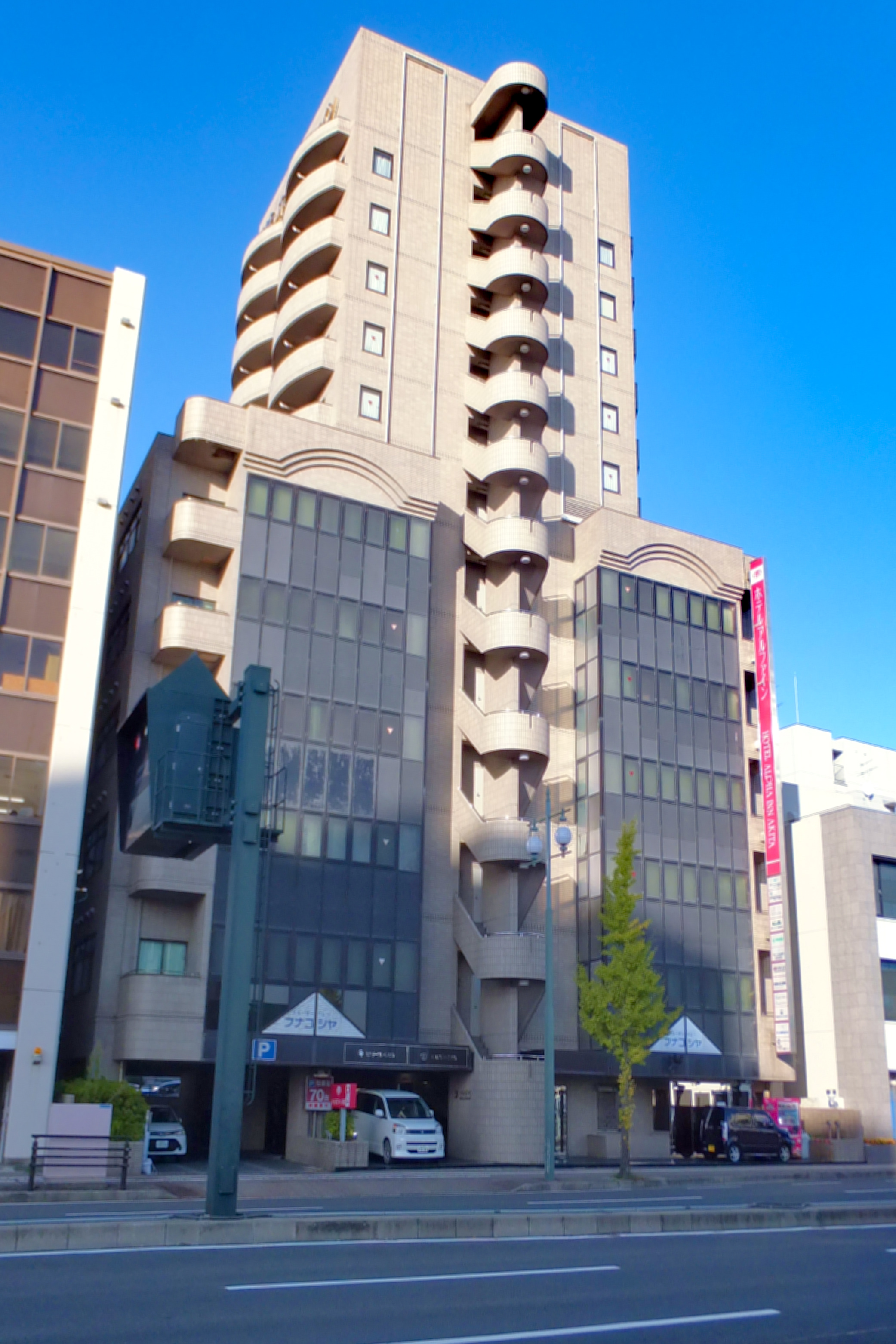
ホテルアルファイン秋田
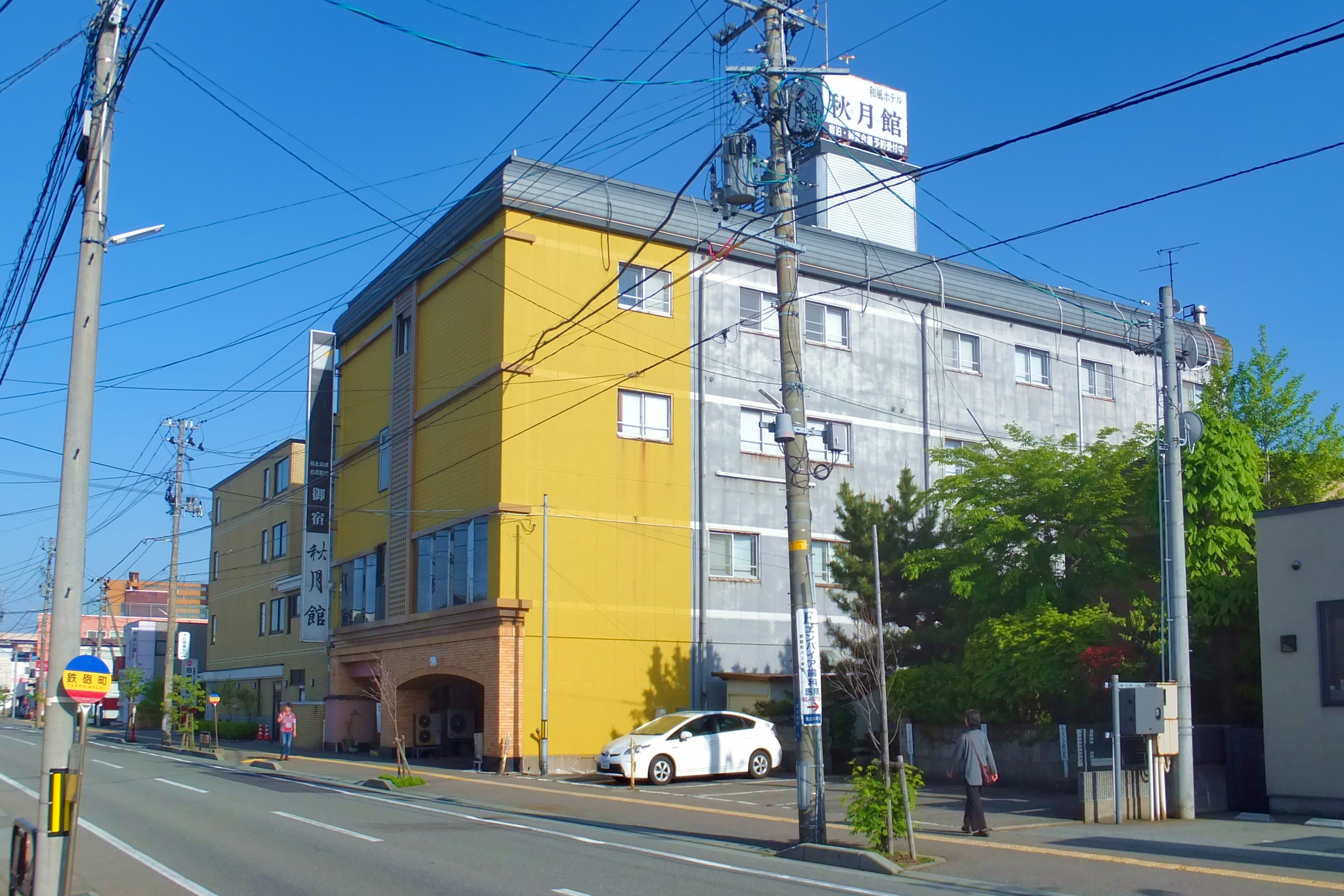
和風ホテル秋月館
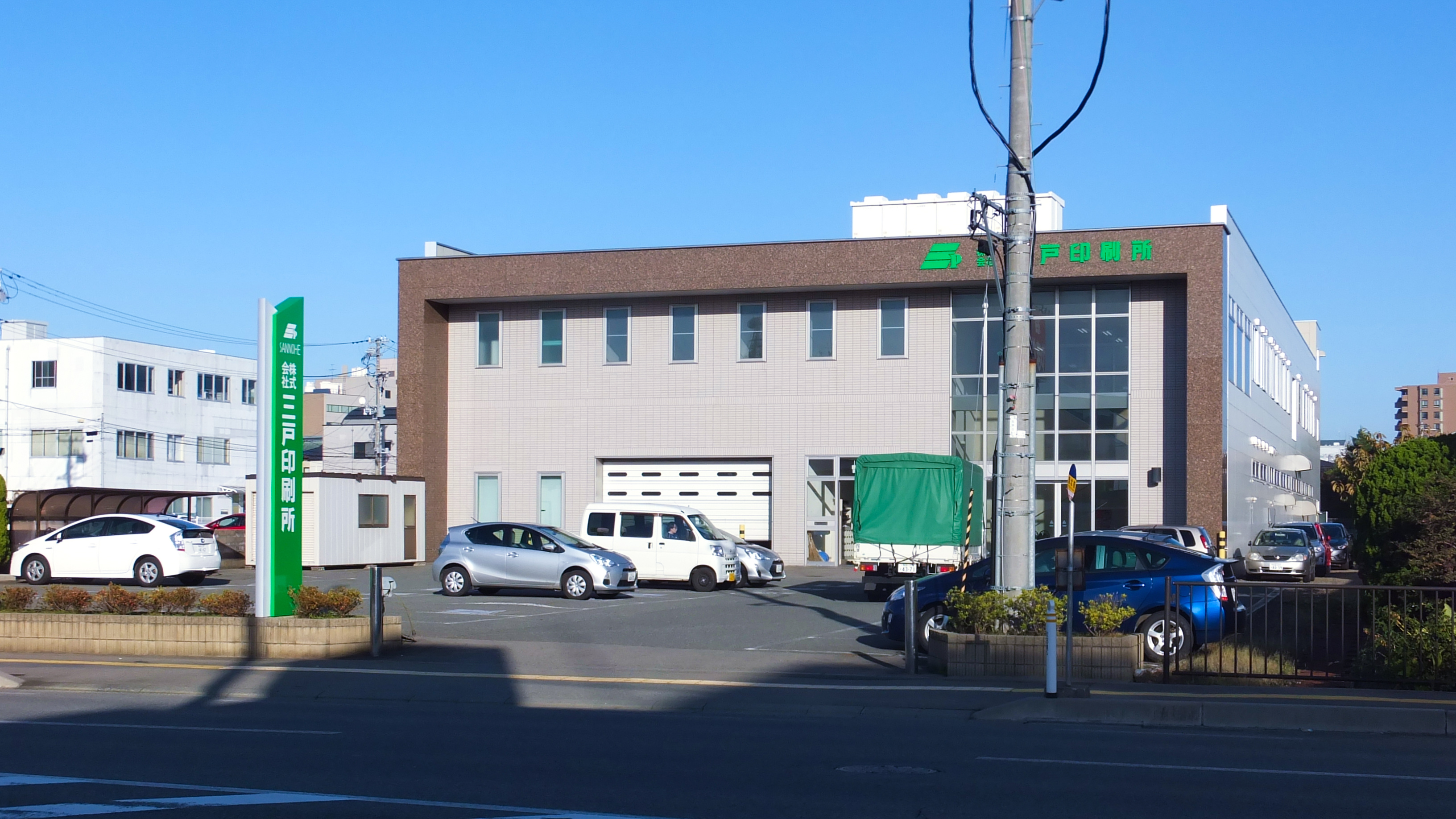
三戸印刷所
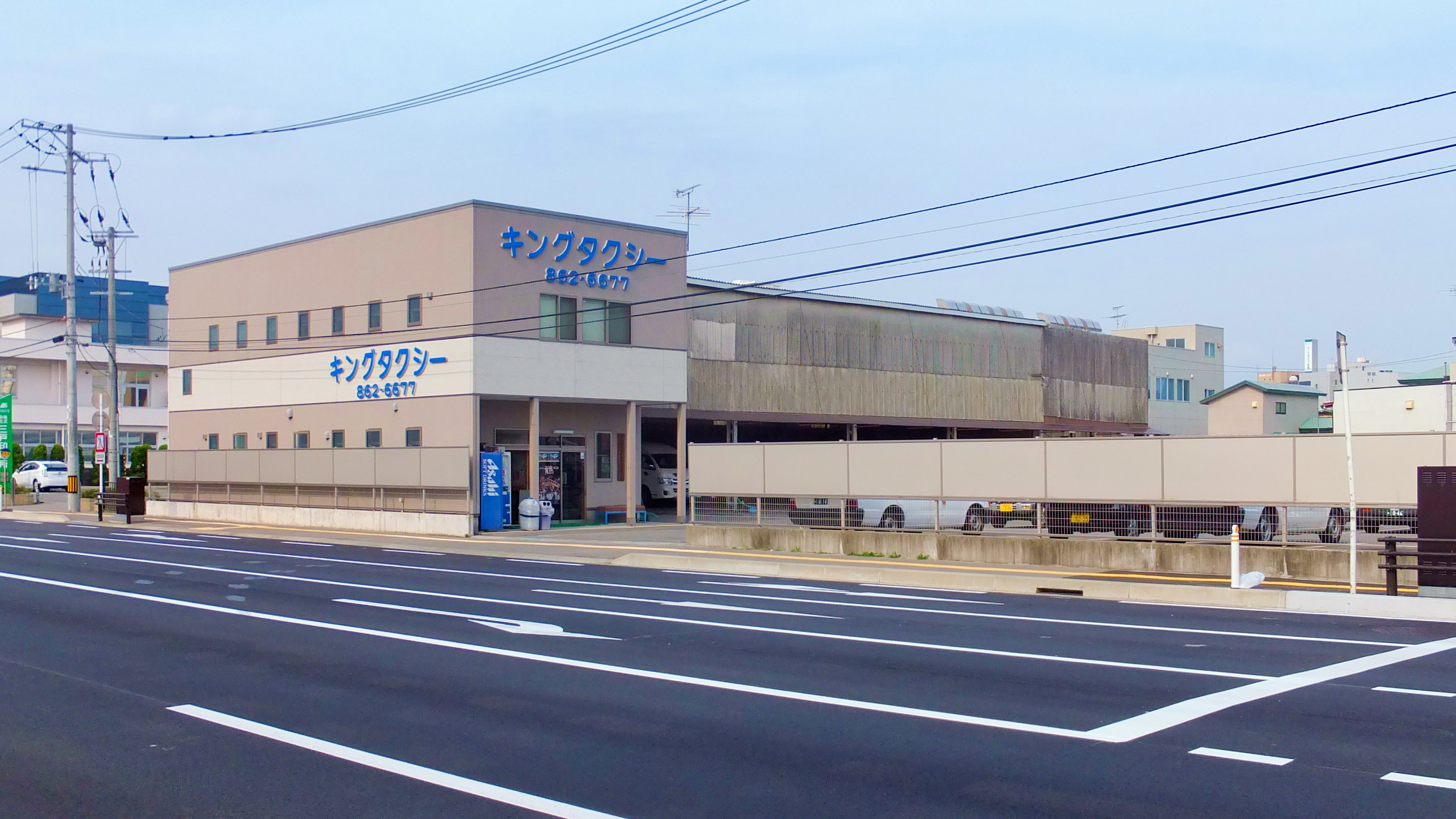
キングタクシー本社

## 著名出身者
- 小谷部全一郎（牧師）